# Convent de Sant Francesc de Paula de Barcelona
El Convent de Sant Francesc de Paula va ser un recinte conventual de l'Orde dels Mínims, situat al carrer de Sant Pere Més Alt de Barcelona. Es va començar a construir a finals del segle xvi i va ser enderrocat a principis del segle xx. En el seu solar s'alça actualment el Palau de la Música Catalana.

## Història
El 1510 es va oferir un terreny als frares de Sant Francesc de Paula per a que s'instal·lessin a la ciutat, però la iniciativa no va tenir èxit. El 1569, els frares Mínims van demanar poder-se establir a l'antic convent de Dominiques de la Mare de Déu dels Àngels, extramurs, que havien deixat el 1562 per a traslladar-se a la capella del Peu de la Creu. Entre els anys 1573 i 1578 van residir a l'ermita de Sant Bertran, a Montjuïc, i després van passar a la Creu Trencada, prop del portal Nou, on van residir fins al 1589, quan es van traslladar definitivament al carrer de Sant Pere més Alt.
El 1597 es van enceten les obres de l'església, inaugurada el 1608. Era de nau única amb capelles laterals entre els contraforts. A llevant hi havia el claustre, de tres pisos amb galeries més un tercer, tancat.
La comunitat va ser desamortitzada el 1835, encara que l'església va romandre com a parròquia. El 1838, els edificis del convent van ser reconvertits en fàbrica. El 1902 fou enderrocat el claustre, en una part del qual es construí el Palau de la Música Catalana. L'església, cremada el 1936, va ser reconstruïda i oberta al culte l'1 d'octubre del 1950. El 2002 va ser enderrocada per a l'ampliació del Palau.

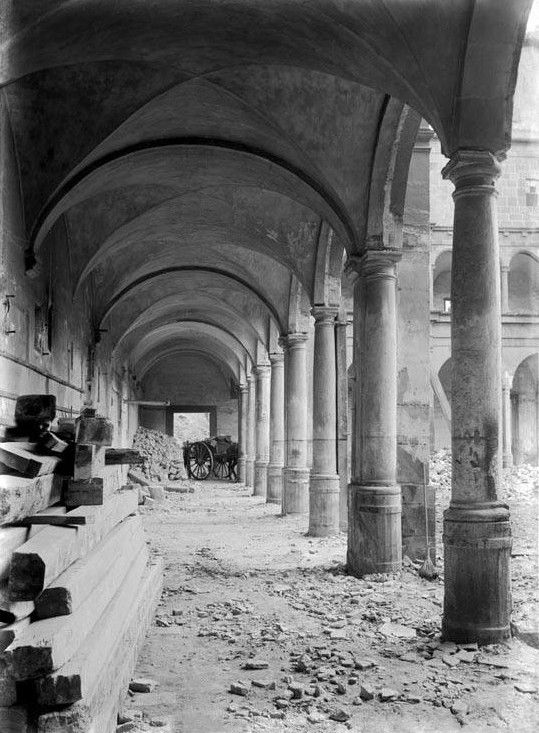
Porxada del claustre durant l'enderrocament
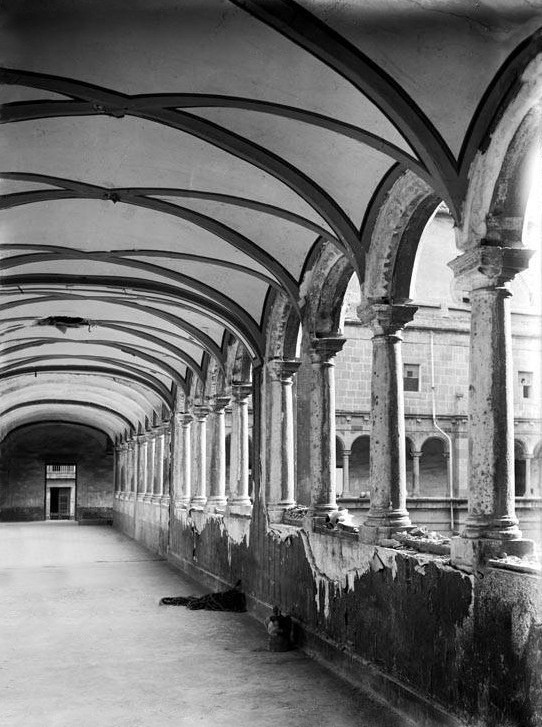
Planta baixa del claustre
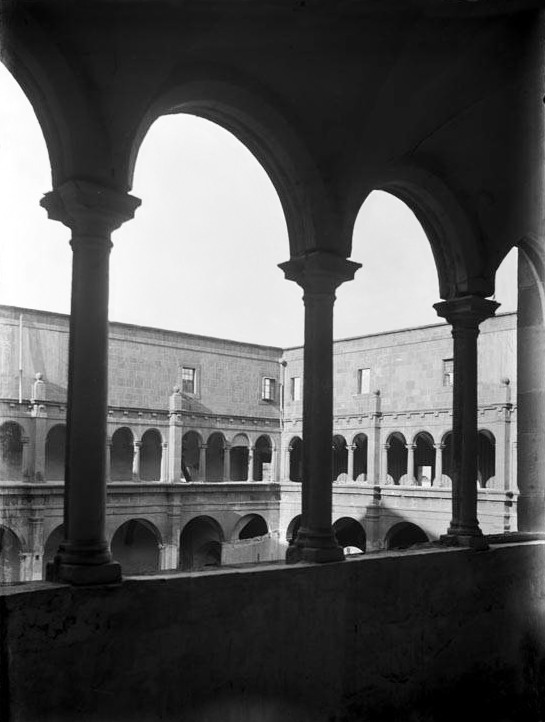
Segona planta de la porxada del claustre